# Don't Throw Your Love Away
Singles de The Searchers
Needles and Pins
(1964) Someday We're Gonna Love Again
(1964)
Don't Throw Your Love Away est une chanson écrite par Billy Jackson et Jimmy Wisner. Elle est enregistrée pour la première fois en 1963 par le groupe de R&B américain The Orlons. Vic Laurens et Michèle Torr l'adapteront en français en 1964 sous le titre C'est arrivé comme ça. La version la plus connue est celle du groupe beat anglais The Searchers, parue l'année suivante, qui se classe no 1 des ventes au Royaume-Uni et no 16 aux États-Unis.